# Маренникова, Ксения Валерьевна
Ксения Маренникова (род. 8 июля 1981, Калининград) — российский поэт.
Окончила Московский авиационный институт по специальности «финансовый менеджмент». Работает в сфере PR. Сооснователь пиар-агентства в сфере культуры «Бедуш и Маренникова». Публиковалась начиная с 2002 г. в альманахах «Вавилон» (соредактор выпуска 10, 2003) и «Авторник», сборниках «Анатомия ангела» (2003) и «Братская колыбель» (2004), журнале «Воздух» (2006, 2010), в Интернете. В 2004 г. вошла в число составителей антологии новейшей русской поэзии «Девять измерений» (М.: Новое литературное обозрение). В 2005 г. вышла первая книга стихов «Received files».
Ещё в 2004 г. стихи Маренниковой высоко оценила в газете «Книжное обозрение» Линор Горалик:

Ксения Маренникова, которой её очень самостоятельный голос и очень подкупающая манера лирического высказывания давно снискали и известность, и популярность, строит свой мир по совсем не детским законам. Действие, развивающееся в её текстах, всегда происходит на той грани искренности и пафоса, за которой полная надрыва юность перерастает в понимающую, принимающую, готовую к компромиссам зрелость. <…> Здесь всё находится очень близко, очень плотно увязано вместе. Собственное рождение, любовь, роды, смерть образуют такую плотную, давящую, наступающую на тебя реальность, какая существует только в те самые «дебютные» 20-25 лет, когда смотришь жизни глаза в глаза и чувствуешь, что до всего её сахара и до всего её ужаса буквально подать рукой.

«У Ксении Маренниковой — жёсткая лирическая фактура с привлечением современного лексического набора (бифидоки, mp3, SARS, received files), лингвистические эксперименты, ненормативная лексика», — отмечала в журнале «Знамя» критик Мария Галина.
«Героиня Ксении Маренниковой исследует мир на ощупь, то и дело получая порцию боли. Получит, отпрянет, отдышится и снова исследует. Я бы мог всю книгу рассортировать по разделам, озаглавленным глаголами из предыдущей фразы. Ну, почти всю», — пишет критик Леонид Костюков в газете Ex Libris НГ .
Шорт-лист Независимой литературной премии «Дебют» (2004). Живет в Москве.